# Centrolene huilense
A Centrolene huilense a kétéltűek (Amphibia) osztályába, a békák (Anura) rendjébe, ezen belül az üvegbékafélék (Centrolenidae) családjának Centrolene nembe tartozó faj.

## Előfordulása
Kolumbiában található, endemikus faj. Természetes élőhelye a szubtrópusi és trópusi nedves hegyi erdők és folyóvizek. Veszélyeztetettségi státusza kevéssé ismert.